# Ziegelheim
Ziegelheim är en ortsteil i kommunen Nobitz i Landkreis Altenburger Land i förbundslandet Thüringen i Tyskland. Ziegelheim var en kommun fram till 6 juli 2018 när den uppgick i Nobitz. Kommunen Ziegelheim hade 826 invånare 2018.